# William Twisse
William Twisse (1578 près de Newbury, Angleterre - 20 juillet 1646) est un ecclésiastique et théologien anglais de premier plan. Il est nommé prolocuteur de l'Assemblée de Westminster par une ordonnance du 12 juin 1643, le plaçant à la tête des ecclésiastiques du Commonwealth. Il est décrit par un membre écossais, Robert Baillie (en), comme « très bon, aimé de tous et hautement estimé; mais simplement livresque ».

## Biographie
Les parents de Twisse sont allemands. Il fait ses études au Winchester College et au New College d'Oxford.
Il est nommé aumônier d'Élisabeth de Bohême, par son père Jacques Ier d'Angleterre, en 1612. Ce poste est de courte durée et il retourne en Angleterre depuis Heidelberg vers 1613.
Il vit alors à Newton Longueville. Il est impliqué avec Henry Savile dans l'édition 1618 des travaux de Thomas Bradwardine. Il est vicaire de Newbury à partir de 1620. Là, il est connu comme un adversaire de William Laud.
Il meurt le 20 juillet 1646 et est enterré à l'Abbaye de Westminster, mais exhumé en 1661 et ses restes déposés avec ceux de dizaines d'autres parlementaires dans une fosse du cimetière de l'Église Sainte-Marguerite de Westminster.
Twisse est un ardent défenseur d'une position calviniste supralapsarienne. Dans son Vindiciae gratiae de 1632, il attaque Jacobus Arminius, et dans Dissertatio de scientia media de 1639 adopte certains arguments dominicains, sur la prédestination. Ses opinions sont minoritaires à l'Assemblée de Westminster.
Prémillénariste il écrit une préface à la traduction anglaise de 1643, Key of the Revelation, de l'influent Clavis Apocalyptica de Joseph Mede, qui est un ami et correspondant.

## Œuvres
- Une découverte de la vanité de D. Jackson (1631) contre Thomas Jackson
- Vindiciae Gratiae (Amsterdam, 1632)
- Dissertatio de scientia media tribus libris absoluta (Arnhem 1639)
- The Riches of Gods Love (1653)[12], avec Henry Jeanes et John Goodwin
- Un examen de l'analyse de M. Cotton du neuvième chapitre de Romains[13]
- Les cinq points de grâce et de prédestination[14]
- De la morale du quatrième commandement
- Un traité de M. Cotton pour dissiper certains doutes concernant la prédestination
- La Doctrine du synode de Dort et d'Arles, réduite à la pratique (1650)
- De la moralité du Quatrième Commandement, toujours en vigueur pour lier les chrétiens : prononcé en guise de réponse au traducteur du docteur Prideaux sa leçon, concernant la doctrine du sabbat (1641) OL 14032019M
  - https://archive.org/details/ofmoralityoffour00twis